# L'Œuf du démon
Ne doit pas être confondu avec L'Œuf du Dragon.
 L'œuf du démon est un récit fantastique écrit par Éric Boisset.

## Résumé
Zacharie est un collégien. Un jour, il reçoit par la poste un mystérieux objet en forme d'œuf, composé d'une matière inconnue. Il aimerait bien fracturer cet œuf pour en connaître le contenu. Mais l'œuf est résistant. Zacharie reçoit l'aide de son ami Farouk (surnommé Souf). En examinant avec attention l'objet, les deux amis remarquent trois mots gravés en langue arabe dans le métal du fermoir. 
Farouk propose l'aide de sa grand-mère pour déchiffrer ce message. Lecture faite, la vieille dame refuse de traduire la formule et prend peur. Farouk propose de se débarrasser de l'œuf, mais Zacharie s'y refuse.
Les deux compères vont finir par « libérer » de l'œuf un esprit qui va tenter d'incarcérer Farouk à sa place dans l’œuf…

## Interprétation de l’œuvre
Nouvelle version du génie de la lampe (ou plutôt de l’œuf), cette comédie fantastique laisse se glisser dans le quotidien un peu de rêve et de merveilleux. Bel éloge de l’amitié également. Entre les êtres, mais aussi entre les peuples. De son écriture fluide, Boisset tisse là une intrigue permettant aux rites ancestraux de prendre tout naturellement leur place au XXIe siècle.